# Augustus Frederick, vojvoda Susseški
Princ Augustus Frederick, vojvoda Sussexa, britanski plemič in akademik, * 27. januar 1773, † 21. april 1843.
Bil je šesti otrok kralja Jurija III. Britanskega in predsednik Kraljeve družbe.